# پرسی داونز
پرسی داونز (انگلیسی: Percy Downes؛ ۱۹ سپتامبر ۱۹۰۵ – 1989 (aged 83 or 84)) بازیکن فوتبال اهل بریتانیا بود.
از باشگاه‌هایی که در آن بازی کرده‌است می‌توان به باشگاه فوتبال اولدهام اتلتیک، باشگاه فوتبال هال سیتی، باشگاه فوتبال استوک‌پورت کانتی، باشگاه فوتبال بلکپول، باشگاه فوتبال گینزبورو ترینیتی، و باشگاه فوتبال برنلی اشاره کرد.